# Festubert Mountain
Festubert Mountain är ett berg i Kanada.   Det ligger på gränsen mellan British Columbia och Alberta, i den västra delen av landet, 2 900 km väster om huvudstaden Ottawa. Toppen på Festubert Mountain är 2 520 meter över havet, eller 469 meter över den omgivande terrängen. Bredden vid basen är 5,7 km.
Terrängen runt Festubert Mountain är kuperad västerut, men österut är den bergig.Trakten runt Festubert Mountain är nära nog obefolkad, med mindre än två invånare per kvadratkilometer.. Det finns inga samhällen i närheten.
Trakten runt Festubert Mountain består i huvudsak av gräsmarker.